# Шкадреты
Шкадреты (укр. Шкадрети) — село,
Выришальненский сельский совет,
Лохвицкий район,
Полтавская область,
Украина.
Код КОАТУУ — 5322681909. Население по переписи 2001 года составляло 162 человека.

## Географическое положение
Село Шкадреты находится в 4-х км от правого берега реки Сула, на расстоянии до 2-х км расположены сёла Выришальное, Потоцковщина, Саранчино и Рудка.
По селу протекает пересыхающий ручей с запрудой.